# Barkeria
Barkeria – rodzaj roślin z rodziny storczykowatych (Orchidaceae). Obejmuje 18 gatunków występujących w Ameryce Środkowej w takich krajach jak: Kostaryka, Salwador, Gwatemala, Honduras, Meksyk, Nikaragua, Panama.

## Systematyka
Rodzaj sklasyfikowany do podplemienia Laeliinae w plemieniu Epidendreae, podrodzina epidendronowe (Epidendroideae), rodzina storczykowate (Orchidaceae), rząd szparagowce (Asparagales) w obrębie roślin jednoliściennych.
Wykaz gatunków
- Barkeria archilarum Chiron
- Barkeria barkeriola Rchb.f.
- Barkeria dorotheae Halb.
- Barkeria fritz-halbingeriana Soto Arenas
- Barkeria lindleyana Bateman ex Lindl.
- Barkeria melanocaulon A.Rich. & Galeotti
- Barkeria naevosa (Lindl.) Schltr.
- Barkeria obovata (C.Presl) Christenson
- Barkeria palmeri (Rolfe) Schltr.
- Barkeria scandens (Lex.) Dressler & Halb.
- Barkeria shoemakeri Halb.
- Barkeria skinneri (Bateman ex Lindl.) Paxton
- Barkeria spectabilis Bateman ex Lindl.
- Barkeria strophinx (Rchb.f.) Halb.
- Barkeria uniflora (Lex.) Dressler & Halb.
- Barkeria uruapani León-Peralta, Valdez-Partida & Pérez-García
- Barkeria vanneriana Rchb.f.
- Barkeria whartoniana (C.Schweinf.) Soto Arenas